# Алмейда, Угу
У́гу Миге́л Пере́йра ди Алме́йда (порт. Hugo Miguel Pereira de Almeida; род. 23 мая 1984[…], Фигейра-да-Фош) — португальский футбольный нападающий и тренер.

## Карьера

### Клубная
Алмейда начал играть в футбол за команду «Навал», базирующуюся в его родном городе Фигейра-да-Фош. Следующим этапом в его карьере был «Порту». Свой дебют в португальском чемпионате за «Порту» Алмейда сделал в домашнем матче против «Бенфики» 21 сентября 2003. Этот матч был выигран «Порту» со счетом 2:0, но Угу провёл на поле лишь около 3 минут. Однако, несмотря на неспособность закрепиться в основном составе «Порту», молодой нападающий продолжал играть в клубах «Лейрия» (с которой он провёл полный сезон до дебюта в «Порту») и «Боавишта» на правах аренды.
Алмейда вернулся в «Порту» в сезоне 2005/06, тогда он стал важной частью команды, которая выиграла в том же году национальный чемпионат. В Лиге чемпионов того сезона Угу больше всего запомнился своим голом-красавцем со штрафного с 35 метров в ворота миланского «Интернационале» на «Сан-Сиро», тем не менее проигранным португальцами 1:2.

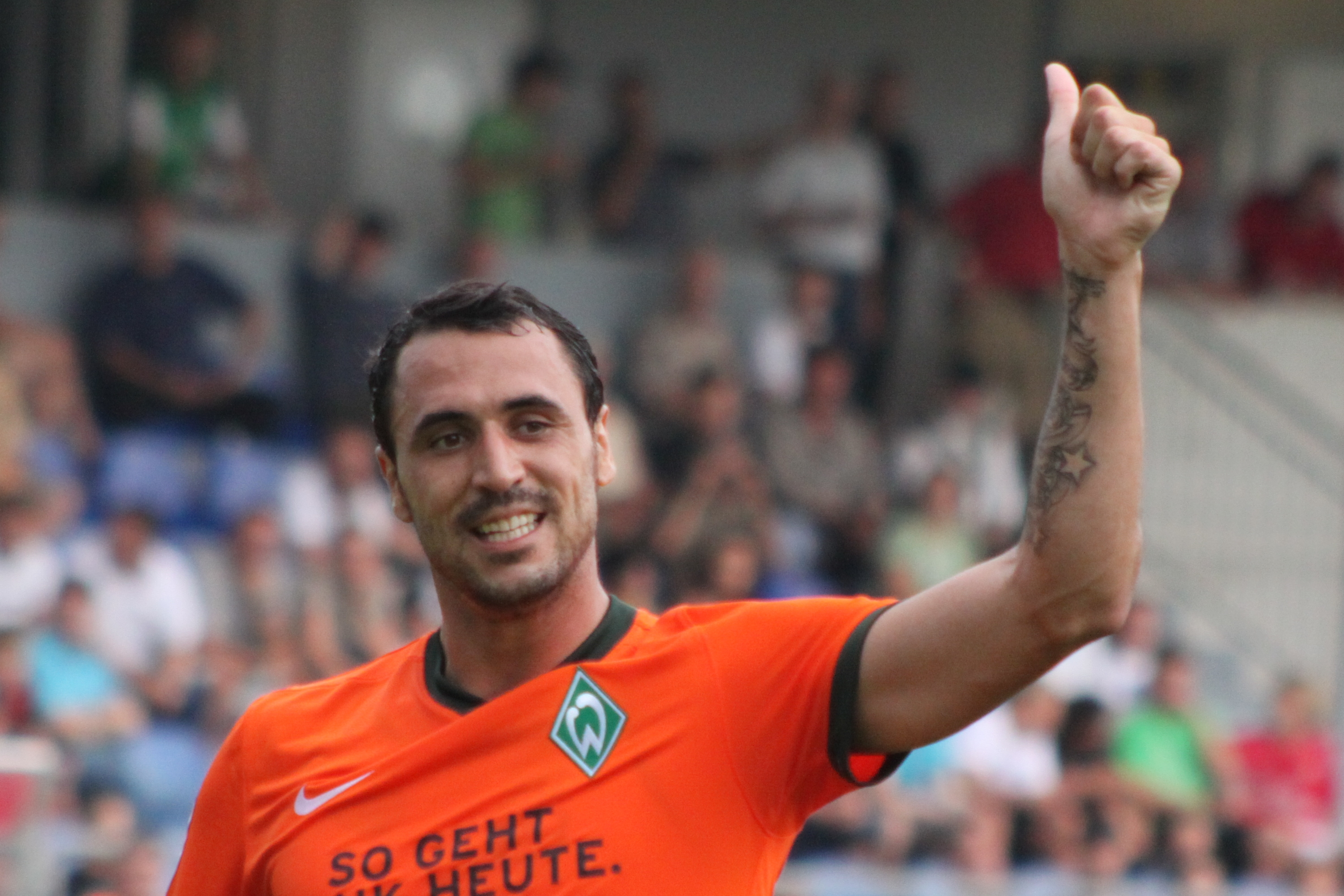
В составе «Вердера» в июле 2009

С приходом в августе 2007 форвардов Эдгара и Эрнесто Фарьяса в «Порту» резко возросла конкуренция в нападении, вследствие чего Угу решил покинуть португальский клуб и подписал контракт с бременским «Вердером», с которым провёл предыдущий сезон на правах аренды. Немецкому клубу тогда требовался нападающий, ведь лидер атак Мирослав Клозе перешёл в «Баварию», благодаря этому шансы Алмейда заиграть в «Вердере» были очень хорошими. И сезон начался для него как нельзя лучше: в первых 12 играх португалец забил 7 мячей. В итоге за сезон он забил 11 (в «Вердере» больше за тот сезон забили только Диего и Маркус Русенберг — по 13).
24 декабря 2010 года Угу Алмейда перешёл в турецкий «Бешикташ», подписав контракт на 3,5 года. Сумма трансфера составила 2 млн евро.
28 января 2015 года Угу Алмейда перешёл в краснодарскую «Кубань» на правах свободного агента, с которой подписал контракт на полгода с возможностью дальнейшего продления в случае попадания по итогам сезона 2014/15 в еврокубки. 23 мая покинул расположение команды.
8 июля 2015 года подписал двухлетний контракт с махачкалинским «Анжи». 13 января 2016 года «Анжи» разорвал контракт с нападающим по обоюдному согласию сторон.
16 января 2016 года стал игроком «Ганновера», контракт рассчитан на полтора года.
31 августа 2017 года Алмейда перешел в «Хайдук».

### Международная
Алмейда играл на всех уровнях португальской сборной: от сборной от 15 лет до основной. Является лучшим бомбардиром молодёжной сборной Португалии — на его счету 16 голов в различных турнирах.
Свой полный дебют сделал 18 февраля 2004 в товарищеском матче против сборной Англии, завершившимся 1:1. Угу также был частью португальской сборной, выигравшей в 2003 году Toulon Tournament. Алмейда играл за сборную Португалии и на чемпионатах Европы среди юниоров до 21 года в 2004 и 2006 годах. Угу также участвовал от своей сборной на Олимпийских играх.
Алмейда был призван в сборную на отборочные матчи Евро 2008. В матче со сборной Азербайджана он забил свой первый гол за взрослую сборную. Он также забил победный гол в ворота сборной Армении (1:0).
После второго прихода Карлуша Кейруша на пост главного тренера сборной Португалии Алмейда также попадает в состав команды. Угу забил свой третий мяч за основную сборную в отборочном матче чемпионата мира 2010 в ворота сборной Мальты.

## Достижения
Порту
- Чемпион Португалии (2): 2003/04, 2005/06
- Обладатель Кубка Португалии: 2005/06
- Итого: 3 трофея

Вердер
- Обладатель Кубка Германии: 2008/09
- Финалист Кубка УЕФА: 2008/09
- Итого: 1 трофей

Бешикташ
- Обладатель Кубка Турции: 2010/11
- Итого: 1 трофей

Сборная Португалии
- Бронзовый призёр чемпионата Европы: 2012
- Всего за карьеру: 5 трофеев

## Клубная статистика
| Клуб             | Сезон            | Лига  | Лига | Лига | Кубок | Кубок | Кубок | Еврокубки | Еврокубки | Еврокубки | Всего | Всего | Всего |
| Клуб             | Сезон            | Матчи | Голы | Пасы | Матчи | Голы  | Пасы  | Матчи     | Голы      | Пасы      | Матчи | Голы  | Пасы  |
| ---------------- | ---------------- | ----- | ---- | ---- | ----- | ----- | ----- | --------- | --------- | --------- | ----- | ----- | ----- |
| ФК Порту         | 2005/06          | 27    | 3    | 1    | 1     | 0     | 0     | 6         | 1         | 1         | 34    | 4     | 2     |
| ФК Порту         | Всего            | 27    | 3    | 1    | 1     | 0     | 0     | 6         | 1         | 1         | 34    | 4     | 2     |
| Вердер           | 2006/07          | 28    | 5    | 5    | 1     | 0     | 0     | 12        | 4         | 0         | 41    | 9     | 5     |
| Вердер           | 2007/08          | 23    | 11   | 2    | 2     | 1     | 0     | 11        | 4         | 2         | 36    | 16    | 4     |
| Вердер           | 2008/09          | 27    | 9    | 4    | 2     | 4     | 0     | 4         | 2         | 0         | 33    | 15    | 4     |
| Вердер           | 2009/10          | 26    | 7    | 1    | 4     | 1     | 0     | 6         | 3         | 1         | 36    | 11    | 2     |
| Вердер           | 2010/11          | 13    | 9    | 1    | 2     | 1     | 0     | 6         | 1         | 1         | 21    | 11    | 2     |
| Вердер           | Всего            | 117   | 41   | 13   | 11    | 7     | 0     | 39        | 14        | 4         | 167   | 62    | 17    |
| Бешикташ         | 2010/11          | 12    | 4    | 0    | 6     | 4     | 0     | 2         | 0         | 0         | 20    | 8     | 0     |
| Бешикташ         | 2011/12          | 25    | 11   | 3    | 1     | 0     | 0     | 9         | 3         | 1         | 35    | 14    | 4     |
| Бешикташ         | 2012/13          | 20    | 9    | 5    | 2     | 1     | 0     | 0         | 0         | 0         | 22    | 10    | 5     |
| Бешикташ         | 2013/14          | 31    | 14   | 6    | 0     | 0     | 0     | 2         | 2         | 0         | 33    | 16    | 6     |
| Бешикташ         | Всего            | 88    | 38   | 14   | 9     | 5     | 0     | 13        | 5         | 1         | 110   | 48    | 15    |
| Чезена           | 2014/15          | 10    | 0    | 1    | 0     | 0     | 0     | 0         | 0         | 0         | 10    | 0     | 1     |
| Чезена           | Всего            | 10    | 0    | 1    | 0     | 0     | 0     | 0         | 0         | 0         | 10    | 0     | 1     |
| Кубань           | 2014/15          | 7     | 1    | 0    | 2     | 1     | 0     | 0         | 0         | 0         | 0     | 2     | 0     |
| Кубань           | Всего            | 7     | 1    | 0    | 2     | 1     | 0     | 0         | 0         | 0         | 0     | 2     | 0     |
| Всего за карьеру | Всего за карьеру | 243   | 82   | 29   | 22    | 12    | 0     | 58        | 20        | 6         | 321   | 114   | 35    |

Последнее обновление: 16 марта 2015